# میاک
میاک (به صربی: Meljak) یک منطقهٔ مسکونی در صربستان است که در بارایوو واقع شده‌است. میاک ۶٫۶۱ کیلومتر مربع مساحت و ۲٬۲۰۸ نفر جمعیت دارد.